# Liste der Althistoriker an der Johannes Gutenberg-Universität Mainz
In der Liste der Althistoriker und Althistorikerinnen an der Johannes Gutenberg-Universität Mainz werden alle Hochschullehrer gesammelt, die an der Johannes Gutenberg-Universität Mainz Alte Geschichte lehrten oder lehren. Das umfasst im Normalfall alle regulären Hochschullehrer, die Vorlesungen halten durften, also habilitiert waren oder deren Leistungen als äquivalent zur Habilitation gelten. Namentlich sind das Ordinarien, Außerplanmäßige Professoren, Juniorprofessoren, Gastprofessoren, Honorarprofessoren, Lehrstuhlvertreter und Privatdozenten. Althistoriker des Mittelbaus (Dozenten: Assistenten und Mitarbeiter) sind nur in begründeten Ausnahmefällen (etwa als Akademische Räte auf Lebenszeit) berücksichtigt.
Der Lehrstuhl für Alte Geschichte wurde mit der Neugründung der Mainzer Universität als Johannes Gutenberg-Universität 1946 eingerichtet. Von der Berufung Hans Ulrich Instinskys im Jahre 1948 bis zur Emeritierung Leonhard Schumachers im Jahre 2009 oblag ihm die Leitung des eigenständigen „Instituts für Alte Geschichte“. Seit 2010 ist die Alte Geschichte als Arbeitsbereich in das „Historische Seminar“ eingegliedert. Gleichzeitig wurde neben dem Lehrstuhl eine Juniorprofessur für „Kulturgeschichte der Antike“ eingerichtet, die 2020 in eine reguläre Professur übergegangen ist.
Angegeben sind in der ersten Spalte der Name der Person und ihre Lebensdaten, in der zweiten Spalte der Eintritt in die Universität, in der dritten Spalte gegebenenfalls das Ausscheiden. Spalte vier nennt die höchste an der Universität Mainz erreichte Position. Der akademische Werdegang außerhalb der Universität Mainz ist nicht erfasst. Die nächste Spalte nennt Besonderheiten, den Werdegang oder andere Angaben in Bezug auf die Universität oder das Institut.
| Wissenschaftler                    | von  | bis  | Funktionen                  | Bemerkungen | Bild |
| ---------------------------------- | ---- | ---- | --------------------------- | --- | ---- |
| Hampl, Franz (1910–2000)           | 1946 | 1947 | Ordinarius                  | Lehrstuhlinhaber vor Gründung des Instituts für Alte Geschichte                                                                                        |      |
| Instinsky, Hans Ulrich (1907–1973) | 1948 | 1973 | Ordinarius                  | 1948: Ordinarius, Eröffnung des Instituts für Alte Geschichte                                                                                          |      |
| Chantraine, Heinrich (1929–2002)   | 1955 | 1967 | Privatdozent                | 1955: Promotion; 1958: Wissenschaftlicher Assistent; 1965: Privatdozent                                                                                |      |
| Bellen, Heinz (1927–2002)          | 1974 | 1993 | Ordinarius                  | 1974: Ordinarius, 1993: Emeritierung |      |
| Hoben, Wolfgang                    |      | 2009 | Akademischer Direktor       | |      |
| Herz, Peter (* 1948)               | 1975 | 1994 | außerplanmäßiger Professor  | 1975: Promotion; 1981: Wissenschaftlicher Assistent, 1986: Privatdozent, Professor a. Z. (C2); 1991: Hochschuldozent; 1992: außerplanmäßiger Professor |      |
| Schumacher, Leonhard (* 1944)      | 1973 | 2009 | Ordinarius                  | 1973: Promotion, Wissenschaftlicher Assistent; 1982: Privatdozent; 1994: Ordinarius, 2009: Emeritierung                                                |      |
| Horsmann, Gerhard (* 1958)         | 1984 |      | außerplanmäßiger Professor  | 1984: Wissenschaftlicher Mitarbeiter; 1997: Privatdozent; 2009: außerplanmäßiger Professor                                                             |      |
| Herrmann-Otto, Elisabeth (* 1948)  | 1977 | 1999 | außerplanmäßige Professorin | 1977: Promotion; 1978: Lehrbeauftragte; 1993: Privatdozentin                                                                                           |      |
| Stoll, Oliver (* 1964)             | 1992 | 2002 | Privatdozent                | 1992: Promotion; 1995: Wissenschaftlicher Mitarbeiter; 2002: Privatdozent                                                                              |      |
| Bernstein, Frank (* 1964)          | 1994 | 2006 | Privatdozent                | 1994: Wissenschaftlicher Mitarbeiter; 2002: Privatdozent                                                                                               |      |
| Horster, Marietta (* 1961)         | 2010 |      | Ordinaria                   | 2010: Ordinaria, Eingliederung des Instituts in das Historische Seminar; 2018: Direktorin des Corpus Inscriptionum Latinarum                           |      |
| Carlà-Uhink, Filippo (* 1980)      | 2010 | 2014 | Juniorprofessor             | 2010: Juniorprofessor; 2013: Zwischenevaluation |      |
| Blank, Thomas (* 1980)             | 2010 |      | Universitätsprofessor       | 2010–2013: Wissenschaftlicher Mitarbeiter; 2016: Juniorprofessor (nach Zwischenevaluation); 2020: Universitätsprofessor                                |      |
| Goltz, Andreas (* 1970)            | 2011 |      | Akademischer Direktor       | 2011: Akademischer Rat; 2014: Akademischer Oberrat; 2021: Akademischer Direktor                                                                        |      |
| Smarczyk, Bernhard (* 1955)        | 2014 | 2020 | Privatdozent                | 2014: Privatdozent, Wissenschaftlicher Mitarbeiter |      |

Lehrstuhl (allgemein)
- Franz Hampl (1946–1947)
- Hans Ulrich Instinsky (1948–1973)
- Heinz Bellen (1973–1993)
- Leonhard Schumacher (1994–2009)
- Marietta Horster (seit 2010)

Professur (Kulturgeschichte der Antike)
- Filippo Carlà-Uhink (2010–2014 als Juniorprofessor)

- Thomas Blank (2016–2020 als Juniorprofessor, seit 2020 als Universitätsprofessor)